# Mimetus keyserlingi
Espèce
Synonymes
- Mimetus triangularis Keyserling, 1886 nec Keyserling, 1879

Mimetus keyserlingi est une espèce d'araignées aranéomorphes de la famille des Mimetidae.

## Distribution
Cette espèce se rencontre au Pérou et au Brésil.

## Étymologie
Cette espèce est nommée en l'honneur d'Eugen von Keyserling.

## Publications originales
- Mello-Leitão, 1929 : Mimetideos do Brasil. Revista do Museu Paulista, vol. 16, p. 537-568.
- Keyserling, 1886 : Die Spinnen Amerikas. Theridiidae. Nürnberg, vol. 2, p. 1-295 (texte intégral).